# Eilat Mazar

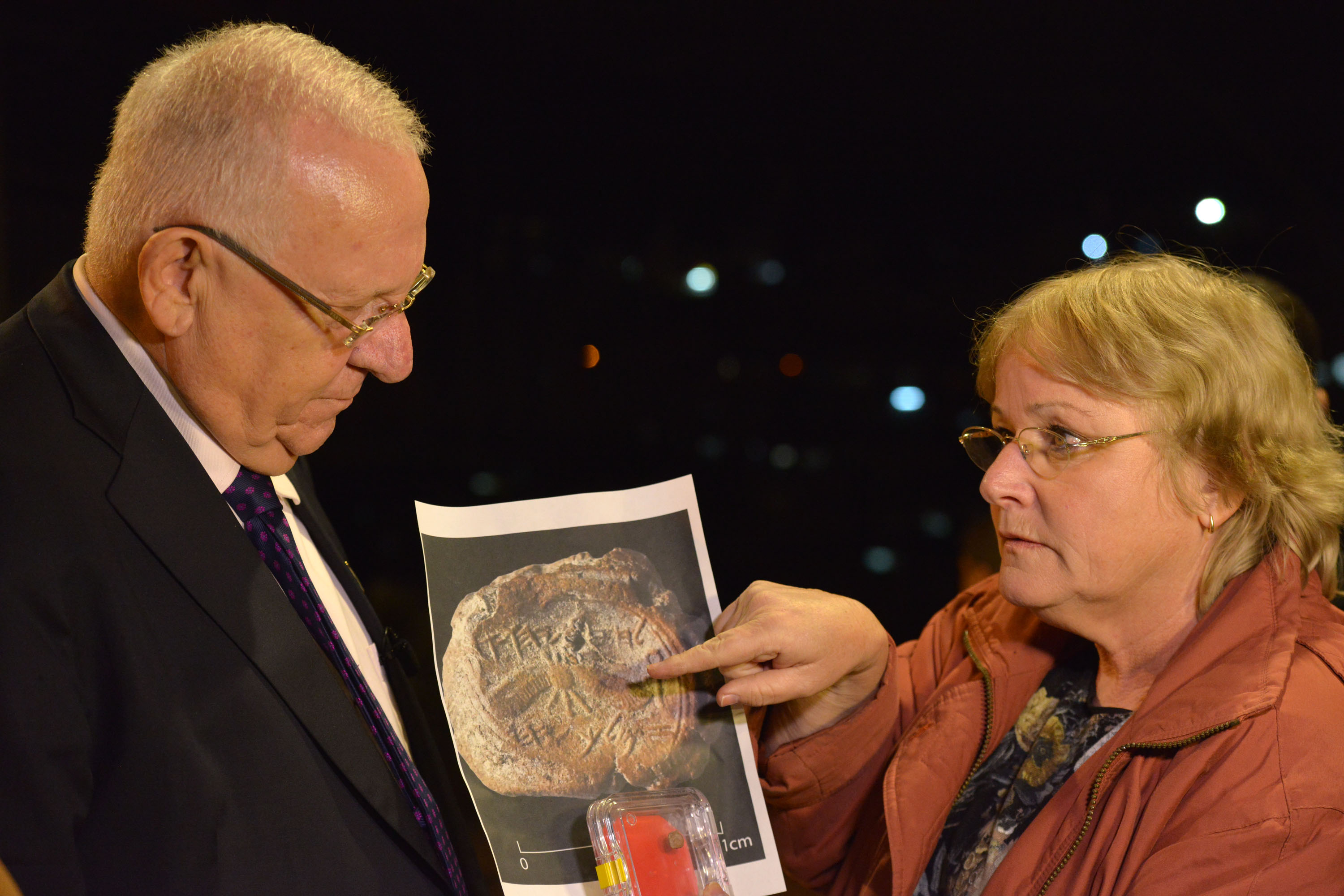
Eilat Mazar mit Reuven Rivlin, 2015

Eilat Mazar (hebräisch אילת מזר * 10. September 1956 in Jerusalem; † 25. Mai 2021 ebenda) war eine israelische Archäologin. Ihre Fachgebiete waren die Archäologie Israels und die phönizische Archäologie.

## Leben
Eilat Mazar war die Enkelin von Benjamin Mazar, dem Begründer der israelischen Archäologie.
Eilat Mazar promovierte 1997 an der Hebräischen Universität Jerusalem. Sie war am Institut für Archäologie an der Hebräischen Universität Jerusalem beschäftigt.
Sie wurde nach dem Tod von Benjamin Mazar 1995 von der Hebräischen Universität Jerusalem beauftragt, seine Projekte und Publikationen zu übernehmen. Sie war verantwortlich für die Publikationen der Ausgrabungen ihres Großvaters auf dem Tempelberg (1968–1978). Diese wurden in der Fachzeitschrift Qedem veröffentlicht.
Eilat Mazar war Mutter von vier Kindern und wohnte in Jerusalem.

## Ausgrabungen

### Achsiv
Ab 1988 leitete Mazar die Ausgrabungen des Friedhofes der antiken phönizischen Stadt Achsiv. Sie grub dabei den südlichen, östlichen und nördlichen Friedhof aus. Dabei wurden dutzende phönizische Familiengräber gefunden. Darunter wurde auch ein Tofet mit dutzenden krematierten Begräbnissen und Krematorien entdeckt. Die meisten Funde sind aus dem 10.–6. Jh. v. Chr.

### Davidsstadt
Zwischen 2005 und 2008 leitete Mazar im Auftrag des Instituts für Archäologie der Hebräischen Universität die Ausgrabungen in der Davidsstadt in Jerusalem. Diese Grabungen wurden finanziert von Roger und Susan Hertog und  unterstützt von Shalem Center and the Elad Foundation. (Das Shalem Center, das dem Likud nahesteht, widmet sich einer Erneuerung des Zionismus. Die Elad Foundation, die als rechtsgerichtet gilt, will eine jüdische Präsenz in der historischen Davidsstadt aufbauen.)
Umstritten war Mazars Behauptung, die von ihr als „Large Stone Structure“ (dt.: „Große Steinstruktur“) bezeichnete Struktur sei der Palast Davids. In dieser Struktur fand sich Tonsiegel mit einer hebräischen Inschrift mit dem Namen „Juchal, dem Sohn von Schelemja“. Dieser wird zweimal als hoher Beamter in der Bibel erwähnt. Ein zweites Tonsiegel wurde im Juli 2008 in der Nähe des ersten Siegels gefunden. Dieses zweite Siegel hatte eine Inschrift mit dem Namen „Gedalja, Sohn des Paschhur“, der in der Bibel zusammen mit Juchal erwähnt wird. An der Südseite des Grabungsareals legte Mazar eine Mauer frei, die sie als Mauer des Nehemia deutete.

### Ophel
Eliat Mazar, damals dreißigjährig, hatte schon 1986/87 an den Grabungen ihres Großvaters Benjamin Mazar am Jerusalemer Ophel teilgenommen. Die Funde wurden 1989 in der Fachzeitschrift Qedem 29 veröffentlicht.
Ihre späteren eigenen Ausgrabungen legten Strukturen aus der Königszeit frei. Diese deutete sie als Teil der Stadtmauer Jerusalems, die im 10. vorchristlichen Jahrhundert von König Salomo gebaut wurde.
Sie entdeckte 50 Meter südlich vom Fuße des Tempelberges einen Goldschatz aus byzantinischer Zeit, deponiert wahrscheinlich im Zusammenhang mit der persischen Eroberung Jerusalems (614). Sie fand ein 10 cm großes goldenes Medaillon, auf dem eine Menora, ein Schofarhorn und eine Torarolle abgebildet waren, sowie in einer anderen Tasche einige Goldmünzen.
2009 wurden bei den Ophel-Grabungen über dreißig Siegelabdrücke gefunden. Darunter war ein Siegel, das den biblischen König Hiskia, der über das Südreich Juda herrschte, erwähnt. Es wird auf die späte Zeit seiner Herrschaft datiert, etwa auf das Jahr 704 v. Chr., und ist damit eines der ältesten archäologischen Funde eines Siegels, das einen König des Nord- oder Südreichs erwähnt.

## Veröffentlichungen (Auswahl)
- Did I Find King David’s Palace? In: Biblical Archaeology Review. 32. Jahrgang, 1) (January/February, 2006, S. 16–27, 70 (biblicalarchaeology.org). ISSN 0098-9444
- The Phoenician Family Tomb N.1 at the Northern Cemetery of Achziv (10th-6th Centuries BCE). Sam Turner Expedition. Final Report of the Excavations. Cuadernos de Arquelogia Mediterranea, Bd. 10, Barcelona 2004.
- The Phoenicians in Achziv, The Southern Cemetery. Jerome L. Joss Expedition. Final Report of Excavations 1988-1990. Cuadernos de Arquelogia Mediterranea, Bd. 7, Barcelona 2003.
- The Complete Guide to the Temple Mount Excavations. Shoham Academic Research and Publication, Jerusalem 2002, ISBN 965-90299-1-8.
- The Monastery of the Virgins - Byzantine Period - Temple Mount Excavations in Jerusalem. Institute of Archaeology, Hebrew University of Jerusalem, 1999
- mit Benjamin Mazar: Excavations in the South of the Temple Mount. The Ophel of Biblical Jerusalem (= Quedem 29). Institute of Archaeology, Hebrew University of Jerusalem,
  - Band II: The Temple Mount Excavations in Jerusalem 1968–1978 Directed by Benjamin Mazar Final Reports Vol. II: The Byzantine and Early Islamic Periods. (= Qedem 43), Jerusalem 2003.
  - Band III The Byzantine period. (= Qedem 46), Jerusalem 2007.
  - Band IV: The Tenth Legion in Aelia Capitolina. (= Qedem 52), Jerusalem 2011.
- Preliminary Report on The City of David Excavations 2005 at the Visitor’s Center Area. Jerusalem 2007
- The Palace of King David, Excavations at the Summit of the City of David. Preliminary Report of Seasons 2005-2007. Jerusalem 2007.
- Discovering the Solomonic Wall in Jerusalem. Jerusalem 2011.
- The Walls of the Temple Mount. Jerusalem 2011.
- The Northern Cemetery of Achziv (10th-6th Centuries BCE), The Tophet Site. Sam Turner Expedition, Final Report of the Excavations. In: Cuadernos de Arqueologia Mediterranea, Bd. 19–20, Barcelona 2013.
- The Discovery of the Menorah Treasure at the Foot of the Temple Mount. Jerusalem 2013.